# Bruce Harper (giocatore di football americano)
Bruce Harper (Englewood, 21 agosto 1956) è un ex giocatore di football americano statunitense che ha militato nel ruolo di running back per tutta la carriera con i New York Jets della National Football League (NFL).

## Carriera
Harper firmò con i New York Jets dopo non essere stato scelto nel Draft NFL 1977. Vi giocò per tutta la carriera stabilendo il record di franchigia per yard guadagnate su ritorno di kickoff. Giocò anche come punt returner dal 1977 al 1982, totalizzando 1 748 yard e un touchdown. Come running back segnò invece 8 touchdown su corsa. Nel 2000 fu inserito come kick returner nella formazione ideale del 40º anniversario dei Jets.

## Palmarès
- Formazione ideale del 40º anniversario dei New York Jets